# Гражданский шрифт
Гражда́нский шрифт (амстердамская азбука; гражданская азбука или «гражданка») — шрифт, введённый в России Петром I в 1708 году для печати светских изданий в результате первой реформы русского алфавита. В результате реформы изменился состав азбуки и упростились начертания букв, внешний вид которых был приближен к древнеримскому («латинизация» кириллицы).
Возможно, что образцом для подражания в делах книгопечатания и форме шрифта был официальный королевский шрифт, созданный в 1692 году по указанию французского короля Людовика XIV на основе романского.
В XVII веке полуустав, перейдя в делопроизводство, преобразуется в гражданское письмо, а его скоропись — в курсивный вариант. Предпосылкой для создания гражданского шрифта стала мода на латиницу, которая распространилась в среде образованных русских людей в 1680—1690-х годах Гражданский шрифт стал компромиссом между сторонниками традиций и теми, кто стремился к максимально полному заимствованию западной культуры.
Петровская реформа русского типографского шрифта была проведена в 1708—1710 годах. Её целью было приблизить облик русской книги и иных печатных изданий к тому, как выглядели западноевропейские издания того времени, резко отличавшиеся от типично средневековых по виду русских изданий, которые набирались церковнославянским шрифтом — полууставом.
В январе 1707 года по эскизам, предположительно выполненным лично Петром I, чертёжник и рисовальщик Куленбах, состоявший при штабе армии, сделал рисунки тридцати двух строчных букв русского алфавита, а также четырёх прописных букв (А, Д, Е, Т). Полный комплект шрифтовых знаков в трёх размерах по рисункам Куленбаха был заказан в Амстердаме в типографии белорусского мастера Ильи Копиевича; одновременно шрифты по этим рисункам были заказаны в Москве, на Печатном дворе.
Как явствует из писем Петра, в июне 1707 года им были получены из Амстердама пробы шрифта среднего размера, а в сентябре — оттиски пробного набора шрифтами крупного и мелкого размера. В Голландии был приобретён печатный станок и другое типографское оборудование, а также наняты квалифицированные мастера-типографы для работы в России и обучения русских специалистов.
К концу 1707 года трое приглашённых голландских типографов (словолитец, наборщик и печатник), вместе со шрифтом, типографским станком и другими принадлежностями уже добрались до Москвы и приступили к работе. 1 января 1708 года Пётр подписал указ: «…присланным Галанския земли, города Амстердама, книжного печатного дела мастеровым людем… теми азбуками напечатать книгу Геометрию на руском языке… и иныя гражданския книги печатать темиж новыми азбуками…». Первая книга, набранная новым шрифтом, «Геометриа славенски землемерие» (учебник геометрии), была напечатана в марте 1708 года. За ней последовали другие.
Приближённый по графике к древнеримскому, новый шрифт был задуман для упрощения типографского набора на печатных станках, изготовленных в Западной Европе.
Новый — гражданский — шрифт был предназначен для печати светских изданий: официальных публикаций и периодики, технической, военной, научной, учебной и художественной литературы. Помимо введения нового рисунка букв, подвергся пересмотру и состав алфавита: исключены надстрочные знаки и некоторые дублетные буквы полуустава, узаконена буква Э, утверждены европейские (арабские) цифры вместо буквенных обозначений чисел, упорядочена пунктуация и применение прописных литер в наборе. Применение полуустава было ограничено сферой богослужебной литературы. Иногда петровской реформе приписывают также введение букв У и Я, но это не вполне верно: речь может идти лишь об объявлении основным одного из начертаний, применявшихся и ранее. Так, было введено Я вместо Ѧ (малого юса).
Состав русской азбуки и её графика продолжали изменяться и позже. Алфавит устоялся к середине XVIII века и держался в таком виде вплоть до реформ 1917—1918 годов, начертание же букв вполне совпало с нынешним в середине XIX века. По образцу русского гражданского шрифта и с использованием тех же начертаний букв (с необходимыми изменениями) была в XVIII—XIX веках реорганизована письменность и других народов, использовавших кириллицу (сербская, болгарская, румынская).
Курсивный вариант типографского гражданского шрифта применяется с 1734 года (впервые — в газете «Санкт-Петербургские ведомости»);  он восходит к гравированному курсиву, применявшемуся уже веком ранее. Начертания типографского курсива первоначально были близки к рукописным, но со временем изменялись под влиянием прямого шрифта. В результате в нынешнем курсиве кириллицы прописные буквы по построению обычно тождественны с буквами прямого шрифта и отличаются лишь наклоном; в некоторых же гарнитурах — прежде всего рубленых — строго говоря, вообще нет курсива, а лишь наклонный шрифт.
Рукописный вариант гражданского шрифта («гражданское письмо») развивается последним — лишь во второй половине XVIII века. Ранее использовалась скоропись старого московского образца.

## Гражданский шрифт до Петра I
Начертания гражданского шрифта возникли ещё в допетровское время. Общеизвестная генетическая связь кириллицы с греческим письмом издавна приводила к тому, что в декоративных целях кириллические надписи иногда делались шрифтами, начертание которых повторяло прописные греческие буквы (с соответствующей стилизацией тех славянских букв, которым в греческом не было аналогов).
Впервые реформу по упрощению и «латинизации» кириллицы произвел ещё белорусский и восточнославянский первопечатник Франциск Скорина, который в своих пражских и виленских изданиях использовал новое, более лаконичное написание, отказался от надстрочных букв и чрезмерных сокращений, минимизировал использование сложных греческих букв «пси», «кси», «ижица» и пр., начал достаточно системно использовать близкую к современной пунктуацию и написание большой буквы. В дальнейшем этот шрифт активно использовали белорусские типографы-протестанты Василий Тяпинский в Заславле или Тяпине и Симон Будный в Несвиже. Интенсивное использование данного шрифта протестантами вызвало настороженное отношение к нему православных типографий, в результате чего позднейшие белорусские типографии ещё долго использовали менее удобную, но привычную и древнюю кириллицу. Примеры использования подобного шрифта лишь изредка встречаются в гравюрах белорусских и украинских изданий XVII века, а также в гравированных шрифтах заголовков. Возрождение шрифта произошло благодаря белорусскому типографу и просветителю Илье Копиевичу, который в 1700—1706 гг. (ещё до начала печати гражданским шрифтом в России) по заказу Петра I и для продажи на российском рынке издал в Амстердаме и Данциге около 25 книг. Шрифт его изданий был крайне близок к тому, который в дальнейшем был принят российским императором. Пётр I, собственно говоря, лишь упорядочил и узаконил эту практику.
По сведениям «Русского энциклопедического словаря» и «Всероссийского „словаря-толкователя“», «гражданские буквы… впервые употреблены в печати Петром Могилою, окончательно введены императором Петром I в 1708 г.»